# Charles Chandler
Charles Rodney Chandler (Louisiana, 23 luglio 1938 – San Paolo, 12 ottobre 1968) è stato un militare statunitense, divenuto noto per essere stato ucciso dalla Vanguarda Armada Revolucionaria Palmares, un'organizzazione guerrigliera di ispirazione marxista-leninista che combatteva la dittatura militare, all'epoca al potere in Brasile dopo il colpo di stato del 1964.

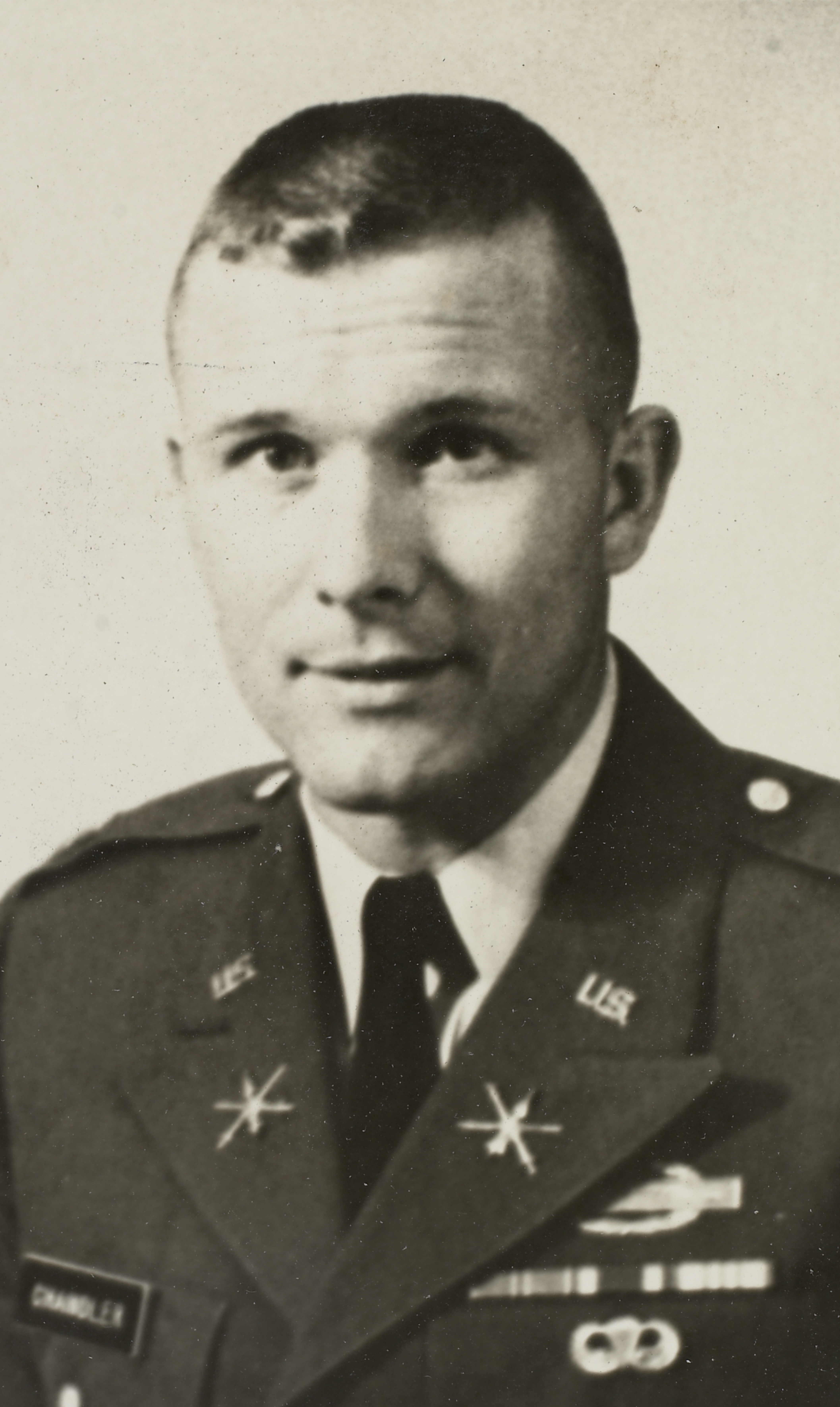
Charles Chandler

Fu indicato come mandante João Carlos Kfouri Quartim de Moraes, professore universitario di filosofia e attivista politico di sinistra.
Il delitto, avvenuto alla presenza di moglie e figli di Chandler, sarebbe stato motivato, a detta degli esecutori, perché Chandler avrebbe partecipato ad addestrare alla tortura le forze armate locali. Secondo fonti istituzionali statunitensi, invece, Chandler era in Brasile per studiare la lingua portoghese, che poi avrebbe a sua volta insegnato alle truppe. Dopo l'omicidio gli uccisori lasciarono sul posto volantini nei quali si condannava la guerra del Vietnam (in cui lo stesso Chandler aveva combattuto) e si affermava che Che Guevara era stato assassinato per ordine di criminali di guerra come Chandler. Nel marzo 1970 uno dei membri del commando del VAR Palmares, che era stato accusato dell'omicidio e arrestato, fu rilasciato dal governo brasiliano (insieme ad altri quattro detenuti) per ottenere la liberazione del console del Giappone, che era stato sequestrato da un altro commando della stessa formazione.